# WWE '13
WWE '13 es un videojuego de lucha libre profesional que fue desarrollado por Yuke's y que es distribuido por THQ para la PlayStation 3, Xbox 360 y Wii. Es el segundo juego en la serie WWE y décimo quinto en las series combinadas. Es la secuela de WWE '12 y fue lanzado el 30 de octubre de 2012 en América del Norte, el 1 de noviembre de 2012 en Australia y el 2 de noviembre de 2012 en Europa. Fue el último juego de la franquicia en lanzarse para la consola Wii.
El juego está enfocado en la Attitude Era de la WWE, reemplazando el modo Road to WrestleMania por el modo Attitude Era donde el jugador compite a través de la Attitude Era. El juego presenta a personajes como Stone Cold Steve Austin, The Undertaker, The Rock y elementos como las Monday Night Wars con un papel más importante que en juegos anteriores de WWE. La modalidad Attitude Era de la serie WWE ha sido descrita como similar y equivalente a la modalidad Jordan Challenge del juego NBA 2K11.
WWE '13 es el último juego publicado por THQ antes de su bancarrota y clausura en enero de 2013, poniendo fin a la relación de la WWE con la empresa luego de 13 años.
Su lema oficial es Live the Revolution (Vive la Revolución).

## Jugabilidad
El juego se ejecutará con el motor de juego "Predator Technology 2.0", sucesor de la primera versión en el WWE '12. El motor de juego Predator Technology ha sido actualizado de juegos anteriores de WWE y se le ha incluido la característica "OMG! Moments". Esta característica permite destrozar el ring, romper barricadas, quebrar la mesa de comentaristas y revertir movimientos finales (aéreos). WWE '13 también contará con la característica Universo WWE 3.0, la cual fue actualizada y que permite a los jugadores editar especulaciones, programas de televisión, rosters, así como crear alianzas y rivalidades entre muchos luchadores. También, volvió la posibilidad de que 6 Divas puedan estar en el mismo cuadrilátero al mismo tiempo, después de haber estado ausente esta posibilidad durante 3 años en la serie de la secuela.

## Modo Universo
En WWE '13 regresa el Modo Universo, un modo de temporada diseñado con la asistencia de Paul Heyman. El modo permite más interacción que las versiones anteriores, con la habilidad de utilizar arenas y estadios creados a cualquier show. Cada programa, dividido entre mayor y menor, puede tener la posibilidad de cambiar su plantel, títulos y arenas. La opción para crear un pay-per-view también regresó, en addición, los jugadores tendrán la opción de elegir que planteles podrán participar en el PPV y que temática o tipos de peleas serán consistentes en el evento. Los jugadores también podrán borrar los programas en su totalidad, al igual que podrán agregar nuevos programas o cambiar su día de emisión en cualquier día de la semana. Las estadísticas y rankings también son incluidas, las primeras mencionadas dividen los rangos en seguir a los luchadores que mantengan récords al poseer algún título, su información histórica, el periodo de tiempo que el título fue retenido y las veces que título ha sido retenido. Los títulos nuevamente han sido divididos en Mayor, Menor, En Parejas y Divas. Las escenas también aparecen de forma distinta, ofreciendo a los jugadores la oportunidad de llevar a cabo un storyline basado en las decisiones realizadas hechas dentro del combate. Esto permite a los jugadores de como atacar durante las escenas, elegir si hacerlo o no, además de la opción de quebrar equipos y alianzas. Esto permite sobre más de 200 nuevas historias puestas en el modo en unión con todas las storylines anteriores existentes siendo llevadas a cabo de las versiones anteriores del modo. La opción de activar o desactivar lesiones también está presente junto con muchas otras opciones. Cuando un Modo Universo se pone demasiado "torpe", problemático o confuso, la opción de reiniciar está presente.

## ModoAttitude Era
El juego reemplazará al modo Road to WrestleMania con el nuevo modo de juego Attitude Era, que actúa como diferentes tipos de modos temporada en el juego. Se ha mencionado que el luchador "Stone Cold" Steve Austin es un punto clave en el modo Attitude Era, pero no el único personaje con el que se puede jugar debido a que el modo comprende de una línea de tiempo, a diferencia del Road to WrestleMania donde sólo podías jugar con un personaje. Aparecen también otros elementos de la Attitude Era tales como las Monday Night Wars en donde la WWE competía frente a la World Championship Wrestling (WCW) y Extreme Championship Wrestling (ECW) por la cuota de pantalla. La WCW, a pesar de ser la responsable de la Attitude Era, recibirá sólo unas pocas menciones y ganglios en el juego, ya que este está enfocado en las Wars desde el punto de vista de la WWE y los personajes que hicieron de la Attitude Era un éxito. El modo de juego comenzará con THQ dando su opinión de cómo inició la Attitude Era. El modo incluye las historias de "The Great One" (con The Rock), "Rebelión de D-X" (con D-Generation X), "Austin 3:16" (con Stone Cold Steve Austin), "The Brothers of Destruction" (con Kane & The Undertaker), "Mankind" (con Mankind) y "WrestleMania XV" (con la historia rumbo a WrestleMania XV).
Al jugar en esta modalidad el jugador tendrá la oportunidad de recibir 20 paquetes de vídeos exclusivos detallando la Attitude Era. Las entradas, coliseos y gráficas televisivas han sido recreadas y puestas en sintonía con más de 60 escenas detallando esta. Para parecerse aún más a la propia Era, el juego contará con más de 35 Superestrellas que participaron en la Attitude Era. Además, a través del progreso del jugador en la modalidad, las opciones de bonificación permitirán al jugador conseguir más de 100 elementos desbloqueables, que van desde paquetes de vídeos hasta galerías fotográficas. También se contará con los comentarios de Jerry Lawler y Jim Ross en la Attitude Era, siendo sólo en esta modalidad donde se aprecien los comentarios de Ross, ya que en los modos de Exhibición y Universo, Lawler comenta junto con Michael Cole.
Se contará con 60 combates divididos en una temporada de dos años, ya que el modo Attitude Era, a diferencia de anteriores modos temporada en la serie, no limitará el usar una sola Superestrella, pero en su lugar el jugador tendrá que cambiar a los personajes rivales y la culminación de las historias. A pesar de esto, a los jugadores se les dará la posibilidad de jugar combates de bonificación para obtener contenido extra. Los combates que se realicen durante los 2 años sucederán en el mismo orden que las Monday Night Wars. Aunque los combates deban progresar con el mismo resultado que en el verdadero lugar del encuentro, a diferencia del modo Road to WrestleMania, el jugador tendrá más libertad con la adición de los objetivos históricos. Los objetivos históricos fueron creados para permanecer fiel a la Attitude Era, se muestran en una lista e incluye los momentos de la WWE considerados históricos. No es obligatorio cumplir con todos los objetivos para completar el combate, pero el hacerlo permite a los jugadores ganar desbloqueos así como cambiar los resultados al final del combate haciéndolo más afín a la sede real. Para promover el control en mano de los jugadores así como seguirle siendo fiel a la Attitude Era, todo combate jugado en esta modalidad será un poco diferente al jugado anteriormente.
El jugador intercambiará a través de los ocho personajes o entidades diferentes de The Rock, Steve Austin, Mick Foley, D-Generation X, Kane, Undertaker y Bret Hart. Aunque los jugadores no podrán luchar en todos los combates de la rivalidad Rock-Austin, la WWE ha producido paquetes de vídeos que permitirá a la gente comprenderla mejor, así como porqué a la gente le importó tanto esa rivalidad.

## Contenido Descargable (DLC)
Los paquetes de contenido decagable son los siguientes:
| Contenido Descargable | Costo                                           | Vestimenta alternativa | Nuevo Título | Nuevos Movimientos | Personajes jugables                                         |
| --------------------- | ----------------------------------------------- | --- | ------------ | --- | ----------------------------------------------------------- |
| Paquete #1            | 960 Puntos Microsoft 11.99$ PlayStation Network | | -            | - | Gangrel Val Venis Grand Master Sexay Scotty 2 Hotty Rikishi |
| Paquete #2            | 960 Puntos Microsoft 11.99$ PlayStation Network | WWE John Cena United States Championship (Word Life) WCW Cruiserweight Championship WCW World Tag Team Championship WCW Hardcore Championship WCW n.W.o. World Heavyweight Championship WCW United States Championship ECW Classic World Heavyweight Championship ECW World Television Championship ECW World Tag Team Championship AWA Classic World Heavyweight Championship | -            | Ryback Drew McIntyre Tensai |                                                             |
| Paquete #3            | 960 Puntos Microsoft 11.99$ PlayStation Network | - | -            | Kimura Lock Lionsault Triangle Dropkick The Hart Lock Top Rope Super German Suplex Superkick/Pedigree Combo Delayed Vertical Suplex Powerslam Omega Driver Airplane Spin Top Rope Brainbuster Flapjack/Cutter Combo Small Package Driver Sleeper Suplex Brock Lock Spinning Double Leg Takedown Fujiwara Armbar Pin-Up Strong Lift Single Underhook DDT Corner Back Elbow Strikes Half-Nelson Backbreaker | Damien Sandow Antonio Cesaro Brian Pillman                  |

Las fechas de lanzamiento del contenido descargable son las siguientes:
- Paquete #1: 30 de octubre de 2012
- Paquete #2: 4 de diciembre de 2012
- Paquete #3: 8 de enero de 2013

## Roster
En total el juego cuenta con 104 personajes, entre ellos, 49 Superestrellas, 44 Leyendas, 11 Divas (las Divas de la era Attitude cuentan como Superestrellas y no como Divas, pero aun así estas pueden enfrentar a las Divas de la era moderna) y 2 Superestrellas descargables, los que están resaltados en negrita hacen su debut o regresan a la saga. Como se viene dando desde la edición 2010 de la serie un solo réferi dirige todos los combates. El 4 de octubre se revelaron los DLC.
| Raw - AJ Lee - Beth Phoenix - Brie Bella - Brock Lesnar - Brodus Clay - Chris Jericho - CM Punk - David Otunga - Dolph Ziggler - Drew McIntyre - Epico - Eve - Jack Swagger - John Laurinaitis - John Cena - John Cena '04 - Kane - Kelly Kelly - Kharma - Kofi Kingston - Nikki Bella - Primo - R-Truth - Rey Mysterio - Santino Marella - Tensai - The Miz - The Rock - Triple H - Zack Ryder | SmackDown - Alberto del Río - Alicia Fox - Antonio Cesaro - Big Show - Booker T - Christian - Cody Rhodes - Damien Sandow - Daniel Bryan - Heath Slater - Hunico - Jey Uso - Jimmy Uso - Jinder Mahal - Justin Gabriel - Layla - Mark Henry - Natalya - Randy Orton - Ryback - Sheamus - Sin Cara - Ted DiBiase - The Great Khali - The Undertaker - Wade Barrett - Yoshi Tatsu | The Attitude Era - Animal - Big Boss Man - Billy Gunn - Bradshaw - Bret Hart - Brian Pillman - British Bulldog - Cactus Jack - Chainsaw Charlie - Chris Jericho '99 - Christian - Diamond Dallas Page - Dude Love - Eddie Guerrero - Edge - Faarooq - Gangrel - Goldust - Grand Master Sexay - Hawk - Hunter Hearst Helmsley - Kane '97-99 - Ken Shamrock - Lita - Lita '00 - Mankind - Mark Henry '98 - Mike Tyson - Mr. McMahon - Paul Wight - Rikishi - Road Dogg - Scotty 2 Hotty - Shane McMahon - Shawn Michaels - Stephanie McMahon - Stone Cold Steve Austin - The Godfather - The Rock '98-99 - Triple H '99 - Trish Stratus - The Undertaker '97-98 - The Undertaker (Ministry of Darkness) - Vader - Val Venis - X-Pac | Leyendas - Edge - JBL - Kevin Nash |

### Otros y comentaristas
| - Jerry Lawler - Jim Ross - Michael Cole | - Justin Roberts - Tony Chimel - Ricardo Rodríguez - Paul Bearer | - Árbitro |

### Campeonatos
| Campeonato                        | Campeón                 | Marca         |
| --------------------------------- | ----------------------- | ------------- |
| WWE Championship                  | CM Punk                 | RAW           |
| World Heavyweight Championship    | Sheamus                 | SmackDown     |
| WWE Intercontinental Championship | The Miz                 | SmackDown     |
| WWE United States Championship    | Santino Marella         | RAW           |
| WWE Tag Team Championship         | Kofi Kingston & R-Truth | RAW Smackdown |
| WWE Divas Championship            | Beth Phoenix            | RAW           |

## Arenas
| Arenas Principales - SmackDown - Raw SuperShow - NXT - Superstars HD - SummerSlam (2011) - Survivor Series (2011) - Royal Rumble (2012) - WrestleMania XXVIII - Over the Limit (2011) - WWE Vengeance (2011) - TLC: Tables, Ladders & Chairs (2011) - Elimination Chamber (2012) - Extreme Rules (2012) | - Raw is War (1997) - SmackDown! (1999) - Raw is War (1998) - Bad Blood (1997) - Survivor Series (1997) - One Night Only (1997) - SummerSlam (1997) - Royal Rumble (1998) - Wrestlemania XIV - Over the Edge (1998) - BreackDown (1998) - Rock Bottom (1998) - Royal Rumble (1999) - St. Valentine's Day Massacre (1999) |

## Recepción
IGN le dio a WWE '13 8.4 puntos de 10, aplaudiendo el Modo Attitude Era, pero rechazando el comentarismo durante las luchas, declarando que aparte de unos pocos momentos en el Modo Attitude Era, "WWE '13 siente como si estuvieras escuchando a un par de sujetos leyendo comentarios genéricos de unas tarjetas de apoyo." También se criticó los nuevos ángulos de cámara y las muestras de audio del sonido del público diciendo que "arruinan el sentido de una lucha completa."
Al contraste de las evaluaciones positivas, la versión para Wii es inferior en más de un aspecto comparadas con las otras consolas. Para comenzar, la consola Wii no se adapta bien al motor Predator Technology 2.0 de WWE '13, lo que notoriamente denota una jugabilidad lenta. O en algunos combates, extremadamente lenta. Y la gran mayor desventaja en la versión de Wii: el no tener el Modo online. Además últimamente, los jugadadores de la versión de Wii han señalado un error en el modo Creaciones WWE'>Crea una Superstar: en varias páginas web relacionadas se ha reclamado "que a las Superstars creadas no se les puede agregar el atuendo de entrada, ya que si borras las prendas del atuendo de ring, también se borran en el atuendo de entrada".